# Гінсдейл (переписна місцевість, Нью-Гемпшир)
Гінсдейл (англ. Hinsdale) — переписна місцевість (CDP) в США, в окрузі Чешир штату Нью-Гемпшир. Населення — 1485 осіб (2020).

## Географія
Гінсдейл розташований за координатами 42°47′32″ пн. ш. 72°29′18″ зх. д. / 42.79222° пн. ш. 72.48833° зх. д. (42.792307, -72.488408).  За даними Бюро перепису населення США в 2010 році переписна місцевість мала площу 6,48 км², з яких 6,12 км² — суходіл та 0,35 км² — водойми.

## Демографія
Згідно з переписом 2010 року, у переписній місцевості мешкало 1548 осіб у 666 домогосподарствах у складі 393 родин. Густота населення становила 239 осіб/км².  Було 733 помешкання (113/км²).
Расовий склад населення:
| - 97,5 % — білих - 0,5 % — чорних або афроамериканців - 0,3 % — азіатів - 0,2 % — вихідців з тихоокеанських островів - 0,1 % — корінних американців |

До двох чи більше рас належало 0,6 %. Частка іспаномовних становила 1,2 % від усіх жителів.
За віковим діапазоном населення розподілялося таким чином: 22,8 % — особи молодші 18 років, 62,0 % — особи у віці 18—64 років, 15,2 % — особи у віці 65 років та старші. Медіана віку мешканця становила 41,7 року. На 100 осіб жіночої статі у переписній місцевості припадало 93,0 чоловіків;  на 100 жінок у віці від 18 років та старших — 88,8 чоловіків також старших 18 років.
Середній дохід на одне домашнє господарство  становив 46 362 долари США (медіана — 38 981), а середній дохід на одну сім'ю — 64 594 долари (медіана — 59 176). За межею бідності перебувало 10,5 % осіб, у тому числі 4,0 % дітей у віці до 18 років та 15,7 % осіб у віці 65 років та старших.
Цивільне працевлаштоване населення становило 733 особи. Основні галузі зайнятості: освіта, охорона здоров'я та соціальна допомога — 31,7 %, роздрібна торгівля — 15,4 %, виробництво — 13,0 %.